# البطولات الأسترالية 1939 (كرة مضرب)
هنا قائمة بالبطولات الأسترالية لكرة المضرب، المعروفة الآن باسم أستراليا المفتوحة لسنة 1939:

## الكبار

### فردي رجال
جون برومويتش هزم  أدريان كويست 6-4 6-1 6-3

### فردي سيدات
إيميلي هود ويستاكوت هزم  نيل هال هوبمان 6-1, 6-2